# Edycja typiczna
Wydanie typiczne, rzadziej edycja typiczna (łac. editio typica) – wzorcowe wydanie księgi liturgicznej obrządku zachodniego.

## Procedura wydawania ksiąg liturgicznych w Kościele rzymskim

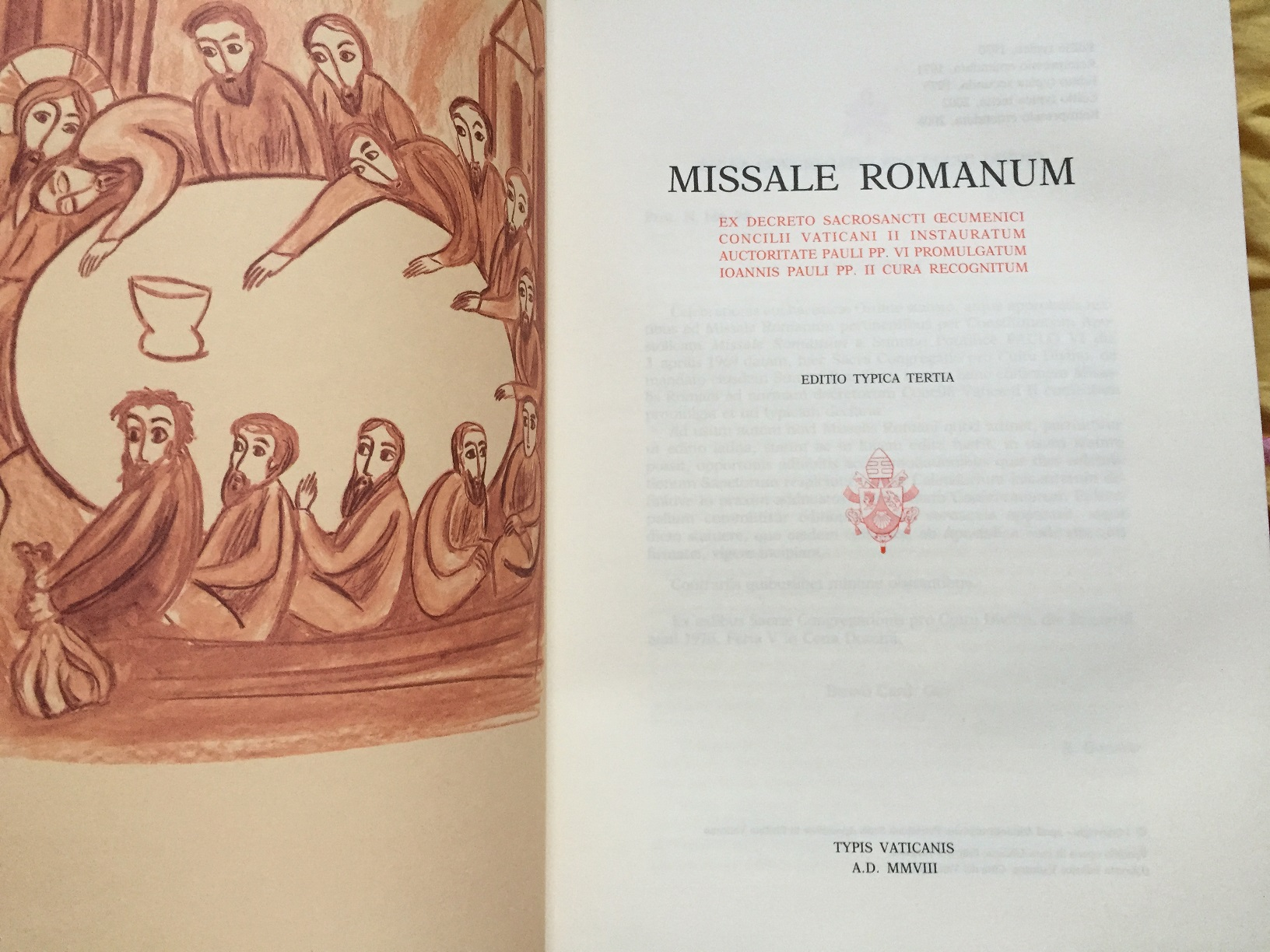
Strona tytułowa Mszału rzymskiego (2008): widoczne określenie editio typica tertia (trzecie wydanie typiczne)

Wydania typiczne publikowane są przez Stolicę Apostolską, najczęściej w języku łacińskim. Krajowym Episkopatom służą one za wzór do przekładów na języki narodowe. Przekłady oraz ponowne wydania ksiąg liturgicznych powinny zawierać oświadczenie o zgodności z wydaniem typicznym.

## Przykłady wydań typicznych

### Mszał Rzymski
- Missale Romanum (1962) – ostatnie wydanie typiczne Mszału rzymskiego przed reformami wprowadzonymi po Soborze Watykańskim II, używane przez większość wspólnot, kultywujących liturgię rzymską w wersji przedsoborowej (nadzwyczajnej)[2]

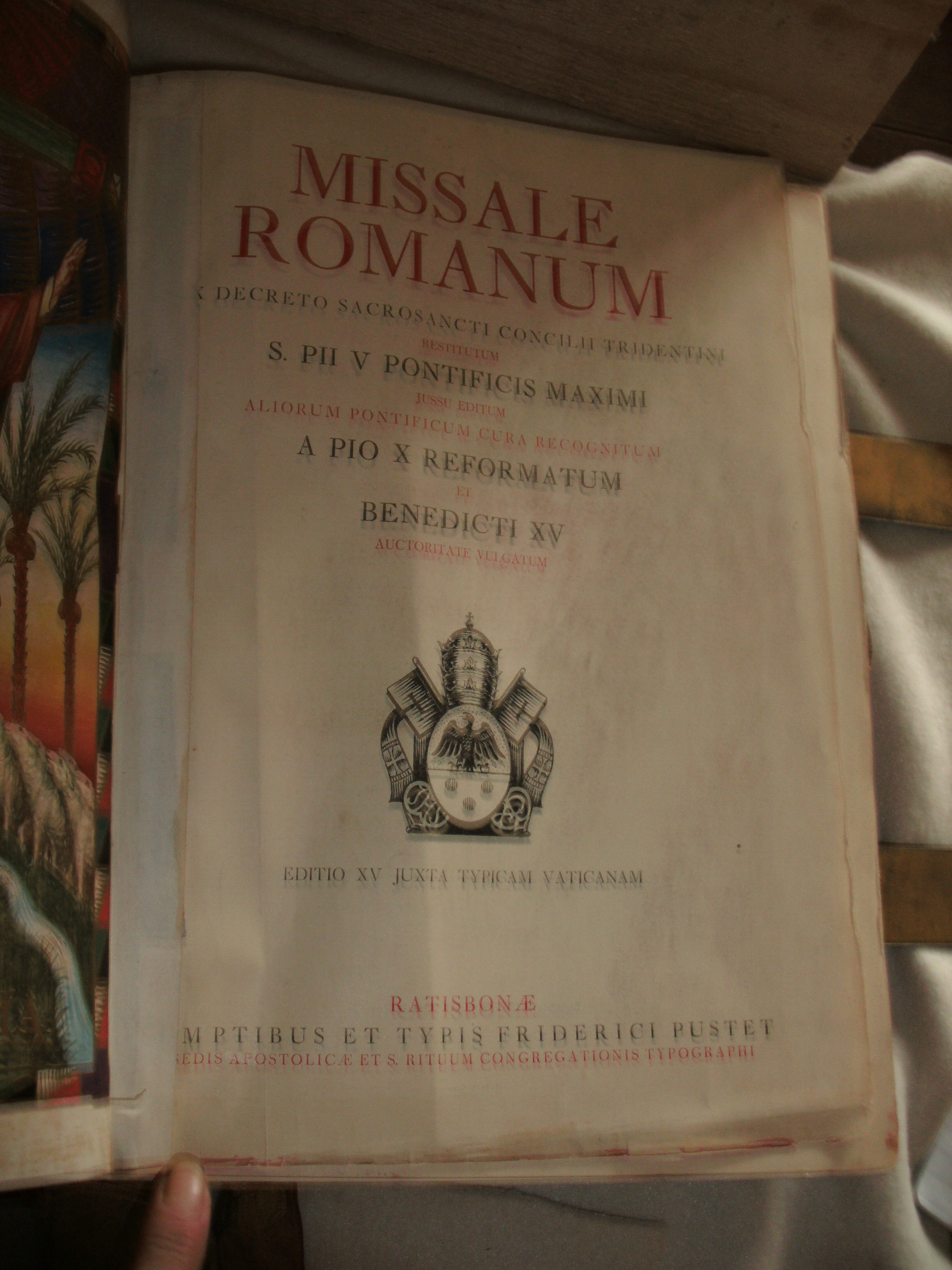
Mszał rzymski z I połowy XX wieku. Widoczne określenie editio XV juxta typicam Vaticanam (wydanie 15. według typicznego watykańskiego)

- Mszał rzymski z I połowy XX wieku. Widoczne określenie editio XV juxta typicam Vaticanam (wydanie 15. według typicznego watykańskiego)Missale Romanum (2002) – ostatnie (trzecie) wydanie typiczne, uwzględniające reformy, które wprowadzono po Soborze Watykańskim II (forma zwyczajna obrządku rzymskiego)[3]

### Oficjum czyli liturgia godzin
- Breviarium Romanum (1949, cztery tomy) – wydanie typiczne opublikowane po wprowadzeniu do liturgii Psalterium Pianum[4]
- Liturgia Horarum (1985, cztery tomy) – wydanie typiczne opublikowane po wprowadzeniu do liturgii Neowulgaty[5]

### Księgi chórowe
- Graduale Romanum (1908) – wydanie typiczne graduału, czyli księgi zawierającej śpiewy mszalne (nuty i teksty); żadne z wydań posoborowych nie jest wydaniem typicznym[6]
- Antiphonale Romanum (1912) – wydanie typiczne antyfonarza, czyli śpiewów oficjum (nuty i teksty) na godziny dzienne (czyli oprócz matutinum)[7]

### Inne
- Ritus servandus in concelebratione missae (1965) – wydanie typiczne ogłoszone w związku z wprowadzeniem możliwości koncelebry i komunii świętej pod dwiema postaciami do liturgii rzymskiej[8]